# 6928 Lanna
A 6928 Lanna (ideiglenes jelöléssel 1994 TM3) a Naprendszer kisbolygóövében található aszteroida. Miloš Tichý fedezte fel 1994. október 11-én.